# Системні вимоги
Системні вимоги (англ. System requirements) — стале поняття, яке використовується для опису характеристик, яким повинен відповідати цифровий пристрій (ПК, гральна консоль, мобільний телефон тощо) для коректної роботи певного програмного забезпечення. Ці вимоги можуть описувати, як апаратне забезпечення, так і програмне забезпечення (необхідні драйвери, операційна система тощо). Розрізняють мінімальні та рекомендовані системні вимоги. Якщо мінімальні системні вимоги показують, яка конфігурація системи цілковито необхідна для запуску ПЗ, то рекомендовані системні вимоги показують, яка конфігурація здатна забезпечити максимально комфортні умови роботи ПЗ. Також інколи виділяють максимальні системні вимоги, при яких забезпечується повна функціональність і можливість користуватись усіма послугами потрібної програми. Оскільки серед поширених програмних продуктів найбільш технічно вимогливими є відеоігри, то для них відомості про системні вимоги є дуже бажаними.

## Приклад
Приклад системних вимог до гри S.T.A.L.K.E.R.: Shadow of Chernobyl
Система: Windows 2000, Windows XP, Windows 7
Мінімальні:
- Процесор: 1,0 ГГц
- Оперативна пам'ять: 128 Мбайт
- Відеокарта: ATI Radeon 9400 128 Мбайт
- Жорсткий диск: 4 Гбайт вільного простору
- Аудіокарта: DirectX-сумісна
- DirectX: 9.0с

Рекомендовані:
- Процесор: Intel pentium 4 2,4 ГГц
- Оперативна пам'ять: 512 Мбайт
- Відеокарта: ATI Radeon 9550 128 Мбайт
- Жорсткий диск диск: 4 Гбайт вільного простору
- Аудіокарта: DirectX-сумісна
- DirectX: 9